# Syllepte nigriflava
Syllepte nigriflava là một loài bướm đêm trong họ Crambidae.